# Cantó de Conty
El cantó de Conty és un cantó francès del departament del Somme, situat al districte d'Amiens. Té 23 municipis i el cap és Conty.

## Municipis
- Bacouel-sur-Selle
- Belleuse
- Bosquel
- Brassy
- Contre
- Conty
- Courcelles-sous-Thoix
- Essertaux
- Fleury
- Fossemanant
- Frémontiers
- Lœuilly
- Monsures
- Namps-Maisnil
- Nampty
- Neuville-lès-Lœuilly
- Oresmaux
- Plachy-Buyon
- Prouzel
- Sentelie
- Thoix
- Tilloy-lès-Conty
- Velennes

## Història
| Data d'elecció                           | Identitat             | Partit                                | Qualitat |
| ---------------------------------------- | --------------------- | ------------------------------------- | -------- |
| 1945-1955                                | Max Modeste           | RS                                    |          |
| 1955-1967                                | René Clabault         | radical                               |          |
| 1967-1984                                | Claude Jeunemaître    | Divers droite, després UDF-CDS        |          |
| 1984-1992                                | André Occis           | Divers droite                         |          |
| 1992-1998                                | Jacques Dacheux       | Sense etiqueta, després divers droite |          |
| 1998-2011                                | Guy Lacherez          | Divers gauche, després divers droite  |          |
| 2011-                                    | Jean-Christophe Loric | Sense etiqueta                        |          |
| les dades anteriors no són pas conegudes |                       |                                       |          |
|                                          |                       |                                       |          |

## Demografia
| A partir de 1990: Població sense dobles comptes |